# Pedro Henriques
Pedro Ricardo Quintela Henriques (Sintra, 16 ottobre 1974) è un ex calciatore portoghese, di ruolo difensore.

## Palmarès

### Club

#### Competizioni nazionali
- Campionato portoghese: 1

Benfica: 1993-1994
- Coppa del Portogallo: 1

Benfica: 1995-1996